# Eisenbahn.exe
Die Eisenbahn.exe-Reihe ist eine Reihe von kostenpflichtigen Modelleisenbahnsimulationen für den PC. Veröffentlicht wird die Reihe von der deutschen Trend Redaktions- und Verlagsgesellschaft mbH in Buggingen, entwickelt werden die einzelnen Programme vom polnischen Software-Studio Soft-Pro. Die Reihe besteht aus den Versionen 1.0 bis 18.0 von Eisenbahn.exe professionell (EEP) sowie des Vorgängers Eisenbahn.exe european class. Einzelne Versionen werden auch als Eisenbahn-Simulator 2012, Eisenbahn-Simulator 2013 bzw. Eisenbahn X bezeichnet.

## Grundkonzept
Die Eisenbahn.exe-Reihe ist eine Software zum virtuellen Bau einer Modelleisenbahnanlage, mit der eine Modellbahnanlage geplant, gebaut und anschließend mit Zügen, Straßenbahnen, Kraftfahrzeugen, Flugzeugen und Schiffen befahren werden kann. Hierzu werden entsprechende Editoren für das Gelände, das Verkehrswegesystem und Gebäude bereitgestellt. Für die Zugbildung stehen mehrere Dampf-, Diesel-, und E-Lokomotiven sowie Personen- und Güterwagen zur Verfügung, die beliebig in den Gleisplan eingesetzt und gekuppelt werden können.
Der Schwerpunkt liegt wie beim konventionellen Modellbahnbau auf der Erstellung und Veränderung von Anlagen und dem Beobachten des Betriebs, während dem Programm für ein vorbildähnliches Abfahren von Strecken beispielsweise viele Funktionen fehlen.
Das Konzept ist grob vergleichbar z. B. mit dem gratis erhältlichen RailSim II aus Japan, das jedoch seinen Schwerpunkt eher auf das Befahren setzt.

## Eisenbahn.exe european class
Das erste Spiel der Reihe, Eisenbahn.exe european class (EEEC), erschien 1998 und erhielt durchweg gute Kritiken.

### Gameplay
- Im 2D-Modus kann aus einer leeren, rechteckigen Karte eine Landschaft geformt werden, indem Erhebungen und Senken eingefügt werden. Anschließend gilt es, Gleise, Straßen und Wasserwege zu legen. Diese Verkehrswege sind später die Fahrstrecken, auf denen sämtliches Rollmaterial verkehrt. Schließlich folgt die Ausstattung der Anlage mit Bahnhöfen, Gebäuden, Bäumen, Büschen sowie sonstigem Zubehör. Während dieser Arbeiten kann in der zusätzlichen 3D-Ansicht ein Überblick über den Baufortschritt der Anlage erlangt werden.
- Nachdem die Anlage fertiggestellt ist, werden im 3D-Bereich sämtliches Rollmaterial wie Lokomotiven, Fahrzeuge, Schiffe oder Flugzeuge auf den entsprechenden Verkehrswegen eingesetzt.

Sämtliche Weichen können sowohl in der dreidimensionalen Ansicht als auch im 2D-Modus manuell geschaltet werden. Sämtliches Rollmaterial wird im 3D-Modus manuell gesteuert, ein Automatikmodus ist nicht vorhanden.
EEEC bietet die Möglichkeit, Kamerastandpunkte auszuwählen und festzulegen. In der 2D-Ansicht kann die Kamera an jeder beliebigen Stelle positioniert werden. Als weitere Möglichkeit kann die Kamera auch auf Rollmaterial stationiert werden. In dieser Mitfahransicht wird die Ansicht periodisch aktualisiert und auf das gewählte Rollmaterial ausgerichtet.

### Gold-Edition
Die 2003 erschienene Gold-Edition enthält neben der Vollversion von Eisenbahn.exe European Class folgende Add-ons mit insgesamt 340 neuen Modellen:
- Volume 1: Lokomotiv- und Wagenbau Wuppertal
- Volume 2: Lokomotiv- und Wagenbau Wuppertal
- Volume 3: Nahverkehr
- Volume 5: Moderne ÖBB
- Volume 7: Deutsche Reichsbahn

### ViewEEEC
ViewEEEC stellt eine private Weiterentwicklung von EEEC dar, in der nahezu alle Modelle aus EEEC weiter verwendet werden können, bei der aber ein Automatikbetrieb möglich ist, da sowohl Weichen als auch Zug-beeinflussende Signale per Kontaktpunkt gesteuert werden können. Die Grafik wurde gegenüber EEEC verbessert, so sind bei ViewEEEC auch Führerstandsmitfahrten möglich.

## Eisenbahn.exe professional
Eisenbahn.exe professional (EEP) kam 2001 erstmals auf den Markt und wurde stetig weiterentwickelt. Markenzeichen der Verkaufsversionen wurde die Verpackung in einer Relief-Box aus Blech. Heute gibt es EEP in einer handelsüblichen DVD-Verpackung, Metallbox oder als Download. Eine leere Metallbox kann kostenpflichtig bei Trend erworben werden.

### Version 2 bis 6
In EEP wurde eine rechteckige Anlage in 2D entworfen. Schienen, Straßen und Trambahnen wurden durch einen grafischen 2D-Editor verlegt. Die Landschaft besteht aus einem 2D+Höhe-Modell, das um 3D-Objekte in Form von Immobilien oder Pflanzen ergänzt werden kann. In 3D wurden dann die Züge zur Anlage hinzugefügt, die dann in einem automatischen Modus, der versucht eine angegebene Geschwindigkeit zu halten und sich an Signale hält, oder einem manuellen Modus, in dem Zug- und Bremskraft bei jedem Fahrzeug des Zugverbandes einzeln eingestellt werden konnten, gefahren werden.
Zum Stellen der Signale und Weichen standen sogenannte Kontaktpunkte zur Verfügung, die beim Befahren der Zugspitze ein Signal oder eine Weiche in eine angegebene Stellung stellen konnten. Da diese Funktionen sehr primitiv sind, entwickelten sich sogenannte Schaltkreise, in der Regel Straßenbahnstrecken ohne jeglichen Fokus auf die Optik, die einzig das Ziel haben, die Logik der Anlage zu steuern und auf denen in der Regel (schnelle) Autos(!) fuhren. So konnten Zeitverzögerungen, automatische Fahrstraßen in Abhängigkeit von Gleisbelegung und ähnliches gesteuert werden.
Eine Beladungsfunktion ermöglicht, Container oder andere Güter per Kran auf LKW oder Güterwaggons zu verladen und diese an einen anderen Ort seiner Anlage zu verbringen.
Im November 2005 ist die Version EEP 4.0 auf dem Markt erschienen. Ab dieser Version war nicht mehr Software Untergrund, sondern das osteuropäische Software-Studio Soft-Pro für die Programmierung verantwortlich. Die Version schaffte enorme Fortschritte im Bereich der Anlagenautomatisierung. Kontaktpunkte können Zeitverzögerungen enthalten, bei Zugschluss ausgelöst werden und es wurden Möglichkeiten geschaffen, dass Kontaktpunkte nur von Fahrzeugen mit bestimmten Fahrplänen ausgelöst werden. Neue Arten von Kontaktpunkten, die auch die Geschwindigkeit oder die Fahrtrichtung von Fahrzeugen beeinflussten, ersetzten Softwarebugs, die zuvor zu diesem Zweck ausgenutzt wurden. Auch wurde ein sogenannter Fahrplan eingeführt, der es ermöglicht, Signale in Abhängigkeit einer beliebig schnell laufenden Uhrzeit zu schalten. In der Summe konnten diese Maßnahmen den Umfang der Schaltkreise erheblich reduzieren.
EEP4 setzte als eines der ersten Spiele auf eine Onlineaktivierung als DRM, was viel Kritik hervorbrachte. Später wurde die Aktivierung mit einem Softwareupdate wieder aufgehoben und der DRM-Server abgeschaltet.
Gegen Ende 2006 ist die Version EEP 5.2 erschienen. Sie hat eine Reihe von Detailverbesserungen gebracht, unter anderem die Möglichkeit, Führerstände einzubauen, wofür aber bis zuletzt nur wenige Modelle eingerichtet wurden.
Trend entschied, das Programm zukünftig durch sogenannte Plugins zu erweitern. Die Plugins waren separat kostenpflichtig in einem der beiden Web-Shops zu erwerben (etwa je 10–20 €, während das Programm etwa 50 € kostete). Die insgesamt fünf erschienenen Plugins brachten neben einigen zusätzlichen Grafikeffekten, wie etwa Feuer, Rauch und Schnee, auch Möglichkeiten von regionenbezogenem Wetter. In der Automatisierung brachten sie die Möglichkeit, Kontaktpunkte mit einzelnen Vorbedingungen sowie einer Folgeabhängigkeit auszurüsten. In Plugin 4 wurde Möglichkeit geschaffen, bei der Erstellung einer neuen Anlage die 2D+Höhe-Karte automatisch mit Vorschlagwerten zu füllen. Zudem neu war die Möglichkeit, zahlreiche der bisher in 2D gemachten Bearbeitungen auch in einem 3D-Editor durchzuführen. Mit dem Plugin 5 ist die 3D-Engine etwas verbessert worden. Später entschied Trend, doch nicht auf ein Hauptprogramm mit zahlreichen optionalen Plugins zu setzen, sondern die Plugins als Vorschau auf zukünftige EEP-Versionen zu nutzen. Die Bewerbung der Plugins wurde entsprechend angepasst.
Kritikpunkt an EEP war zu dieser Zeit jedoch die 3D-Engine, die inzwischen nicht zu den modernsten ihrer Art zählte. Trend gab daher noch Version 6.0 heraus, in der alle 5 bisher erschienenen Plugins integriert waren und begann mit der Entwicklung einer neuen Grafik-Engine.
3D-Modelle in EEP wurden von lizenzierten Konstrukteuren über zwei Webshops kostenpflichtig angeboten. Diese Konstrukteure stellen auf ihren Homepages zusätzlich auch eine geringe Anzahl ihrer Modelle (ca. 5 %) gratis bereit. Dazu gab es ein eigenes Konstruktionsprogramm. Später stand auch eine Privatversion, der Home-Nostruktor, für private Konstrukteure zum Kauf, deren Modelle jedoch wegen Begrenzungen bei den Texturen nicht weitergegeben werden können.
Diese Vertriebspolitik hatte insgesamt zur Folge, dass es keine Freeware-Community wie bei anderen Eisenbahn-Spielen – z. B. Microsoft Train Simulator oder Trainz – gibt und dass es fast nur deutschsprachigen neuen Content gibt.

### Ab Version 7
Seit September 2010 wird die Version 7.1 von EEP verkauft. Für diese Version wurde die Grafik-Engine völlig neu aufgebaut und ein wirksamer Kopierschutz in die Software eingebaut.
Die Grafik unterstützt unter anderem Schatten und Lichteffekte.
EEP muss seit Version 7 per Internet aktiviert werden und ist an einen User-Account gebunden. Dazu bestand ein Aktivierungslimit von fünf Aktivierungen pro Jahr. Musste EEP7 mehr als fünf Mal aktiviert werden, musste Trend weitere Aktivierungen freischalten. Dies kann bedeuten, dass, wenn Trend keiner weiteren Aktivierung zustimmt, EEP vom Käufer nicht mehr benutzt werden kann. Seit EEP9 ist das Aktivierungslimit auf zwei herabgesetzt worden.
Auch in die 3D-Modelle wurde ein Kopierschutz eingebaut. Man kann sie nur mit dem EEP-Programm verwenden, das der User gekauft hat. Damit kann weder das Hauptprogramm noch jegliches Zusatzmaterial verkauft, verschenkt oder sonst weitergegeben werden, sobald es mit einem Account bei Trend registriert ist. Das alte Format für 3D-Modelle wurde nicht mehr in die Software implementiert. Ursprünglich sollten alle Modelle aus EEP bis Version 6 aufgegeben werden, sofern sie der Konstrukteur nicht für EEP 7 überarbeitete. Nach zahlreichen Protesten und Hinweisen darauf, dass einige Leute bis dato viel Geld im EEP-Shop ausgegeben hatten, wurde von Trend jedoch ein Modellkonverter zum Kauf angeboten, mit dem die Modelle konvertiert werden können. Allerdings war der Preis dieses Konverters nahezu genauso hoch wie der von EEP7. Nach Protest einiger Konstrukteure, die einer Konvertierung ihrer Modelle von EEP6 nach EEP7 widersprochen haben, wurden die Modelle dieser Autoren im Modell-Konverter gesperrt und können nicht mehr umgewandelt werden.
Die neuen Modelle sind nur noch in dem Shop des Trend-Verlages zu erwerben, der unabhängige Shop bietet Modelle nur bis EEP6 an.
Die vom Nutzer mit dem Programm gebauten Modellbahnanlagen blieben hingegen ohne Kopierschutz und können auch weiterhin zwischen verschiedenen Nutzern ausgetauscht werden.
Da die Kopierschutz-Maßnahmen weder mit der Community oder den Konstrukteuren abgesprochen war, noch Anstrengungen übernommen wurden, sie von der Sinnhaftigkeit der Maßnahmen zu überzeugen, verlor Trend mit der Einführung einen Teil der Community und der Konstrukteure, die bis heute (Stand 2016) die EEP-Version 6 mit neuen Modellen im unabhängigen Shop weiter pflegen.
Kritik gab es auch am Publisher Rondomedia, der eine eigene Version von EEP7 unter dem Namen „Eisenbahn-Simulator 2012“ veröffentlicht hatte, ohne jedoch darauf hinzuweisen, dass auch diese Version mit einem Account verknüpft und aktiviert werden muss.
EEP7 wurde wieder um fünf Plug-ins erweitert, die Funktionen aus den Plug-ins von Version 5 wiederherstellten oder neue Funktionen hinzufügten. Die Funktionen umfassten beispielsweise aufwirbelnden Staub, funktionierende Blinklichter bei Straßenfahrzeugen oder animierte Tachometer in Schienenfahrzeugen.
EEP8 ist am 4. November 2011 erschienen. Die Version wurde in eine günstigere Basis und eine teurere Expert-Version mit mehr Funktionen unterteilt. Die Expert-Version enthält in etwa den Umfang von EEP7 + Plug-in 1 – 5, die Basis-Version etwa EEP7 ohne Plug-ins. Ein Upgrade auf die Expert-Version ist möglich. Der Publisher Rondomedia hatte wieder eine eigene funktionsgleiche Version von EEP8 unter dem Namen „Eisenbahn-Simulator 2013“ veröffentlicht.
Mit EEP8 wurde festgestellt, dass die mit EEP7 eingeführte Aktivierung mit jedem Versionsupdate zu einem Durcheinander bei den Registrierungsnummern führt, durch das die Produktaktivierung die im Shop gekauften Modelle unnutzbar machen kann. Konkret schickt Trend bei einem Upgrade von EEP7 auf EEP8 dem Kunden eine neue Registrierungsnummer, obwohl für diesen Fall vorgesehen ist, dass der Kunde in diesem Fall die Nummer von EEP7 weiterverwenden soll. Verwendet der Kunde diese Registrierungsnummer, schlägt der Kopierschutz der bereits gekauften Modelle zu. Das Problem tritt relativ häufig und bis heute bei jedem Upgrade auf eine neue EEP-Version auf, die irreführenden Anweisungen wurden bis heute (Stand: Version 12) nur marginal verbessert. Hat man einmal die falsche (neue) Nummer eingegeben, muss man mit Hilfe der Servicehotline die Software zurücksetzen.
EEP8 wurde um zwei Plug-ins erweitert.
Am 26. Oktober 2012 ist EEP9 erschienen. Zum ersten Mal gibt es eine native 64-Bit-Version, zunächst allerdings nur in der Expert-Version, die mit ca. 50 Euro etwa 20 Euro teurer als die Professional-Version ist. Die Plug-ins 1 & 2 von EEP8 sind in EEP9 enthalten. Die 64-Bit-Versionen können aber bis heute (Stand: EEP 12) nur etwa 6 GB nutzen. Die neu eingeführten Level-of-Detail-Stufen (LOD) und die immer höher detaillierten Modelle nutzen diesen Speicherbedarf allerdings auch. Kritisiert wurde, dass durch die neuen LOD-Level die Preise von Modellen z. T. doppelt so teuer wurden.
Das Plug-in zu EEP9 in Form eines 3D-Modus über Farbfilterbrille (Anaglyph 3D) wurde als veralteter Stand der Technik kritisiert.
In der Zwischenzeit hatten sich in EEP seit Version 7 mehrere kleine Bugs angesammelt, die nicht behoben worden waren.
Am 15. November 2013 ist Eisenbahn X (vorher als EEP 10 bekannt, z. T. wird dieser Name auch von Trend noch verwandt) erschienen. Die Plug-ins von EEP9 sind in Eisenbahn X enthalten. Neu eingeführt wurden mit EEPX eine neue grafische Oberfläche sowie die Möglichkeit, mit automatisierten Tools Schaltkreise erstellen zu lassen.
Nach der Veröffentlichung wurde festgestellt, dass das Programm bei einem großen Teil der Nutzer ohne ersichtlichen Grund, teilweise auch schon beim Start abstürzte. Es gab einen Teil der Nutzer, der kein Problem mit dem Programm hatte, während bei dem anderen Teil die Abstürze derart häufig waren, dass ein Benutzen des Programms auch nach Neuinstallation nicht möglich war. Wie später bekannt wurde, wurde Trend in der Beta-Phase mehrfach von den Abstürzen gewarnt, hielt aber am Veröffentlichungszeitpunkt von Eisenbahn X fest. Weder während der Betaphase noch nach der Veröffentlichung gab es wesentliche Rückmeldungen seitens Trend zu dem Problem. Der Fehler konnte mit fünf Patches zunächst nur verlagert und erst nach etwa einem halben Jahr bei einem spürbaren Anteil behoben werden. Auch die neue Oberfläche kam überwiegend negativ an und musste optimiert werden.
Durch die scharfe Kritik musste Trend seine Öffentlichkeitsarbeit reformieren. Zudem begann Trend mit den beiden Plug-ins wieder die Automatisierung der Modellbahnanlage zu verbessern und damit lang gewünschte Features umzusetzen: Mit Plug-in 1 wurde eine Unterstützung von Fahrstraßen in das Programm integriert, im Plug-in 2 wurde das Programm um eine Skriptsprache auf Basis von Lua erweitert. Die Einführung einer Sprache galt in der Community als großer Fortschritt hin zu komplexeren Automatisierungen auf Anlagen. Als Einstiegshilfe wurden Codegeneratoren erstellt. Die Wahl der Skriptsprache hat jedoch auch Nachteile, etwa kann der weitestgehende Verzicht auf Kompilierfehler bei den im Regelfall programmierunerfahrenen Nutzern die Diagnose von Fehlern erschweren.
Am 28. November 2014 ist Eisenbahn.exe 11 erschienen. Lua stand damit erstmals allen Nutzern zur Verfügung. Die Schnittstelle zwischen dem Skript und dem Hauptprogramm wurde schrittweise ausgebaut. Dies wurde auch in den drei Plug-ins fortgeführt. Daneben wurden aber auch klassische Neuerungen eingeführt. Beispielsweise wurden in Plug-in 1 Straßenkreuzungen eingeführt, die besser detailliert sein können. Die Community kritisierte jedoch, dass sie nicht an örtliche Einbausituationen angepasst werden können und damit kaum nutzbar seien. Ferner wurde mit Plug-in 2 die Möglichkeit zu virtuellen Schattenbahnhöfen geschaffen, mit denen man einen Zug von der Anlage nehmen und ihn wieder einsetzen kann. Die Möglichkeit ausmodellierter Schattenbahnhöfe bestand schon länger.
Am 26. November 2015 ist Eisenbahn.exe 12 erschienen. In bis jetzt einem Plug-in (Stand: Mai/Juni 2016) widmet sich Trend wieder Verbesserungen der Grafik.
Am 26. Oktober 2016 ist Version 13 von EEP erschienen. Unter anderem wurde die Performance der Grafik-Engine optimiert.
Am 19. Oktober 2017 ist Version 14 von EEP erschienen. Eine der wesentlichen Änderungen betrifft auch dieses Mal die grafische Darstellung. Mit Version 14 wurde die Physik-Engine nVidia PhysX eingeführt.
Am 15. November 2018 ist Version 15 von EEP erschienen. Unter anderem stehen jetzt beschriftbare und beladbare Modelle und ca. 750 neue Grundmodelle zur Verfügung und der Befehlssatz für die Skript-Sprache Lua wurde erweitert.
Am 30. Oktober 2019 ist Version 16 von EEP erschienen. Sie enthält verbesserte Editorfunktionalität in vielen Bereichen. Die Funktionen Gleise kopieren, Parallelstrecken erzeugen, Gleislücke schliessen wurden verbessert. Der Modellbestand ist nun durchsuchbar.
Am 1. März 2021 ist die Version 17 von EEP erschienen. Dabei wurden neben zahlreichen neuen Modellen, wie z. B. dem Alstom Coradia iLint, auch wieder Funktionen im Editor verbessert. So wurde unter anderem das Aufstellen von Modellen erleichtert.
Am 19. Februar 2025 ist die Version 18 von EEP erschienen. Die neue Version enthält unter anderem einen erweiterten Grundbestand an Modellen, zwei exklusive EEP-Anlagen, ermöglicht die Erstellung einer Modellstückliste direkt aus EEP heraus, realistischere, nicht lineare Bremsmodi sowie eine neue Editor-Oberfläche.
Die Vorgehensweise des Modellbaus wurde in Version 7 von der bisherigen Version 6 übernommen. Lediglich die Formate sind neu: Seit Version 7.0 muss für das Konstruieren von neuem Content das Programm Mod!X genutzt werden. Ein Home-Nostruktor wurde später für EEP8 und 9 nachgereicht. Die Modellkonstruktion ist (insbesondere mit der Einführung der LOD) aufwändiger geworden, so dass Trend inzwischen eine Fehlerprüfung eingeführt hat.

## Kritik
Neben den oben erwähnten versionsspezifischen Problemen bleiben als größte Kritikpunkte an EEP:
- Kamera-Steuerung im 3D-Modus gewöhnungsbedürftig
- hohe Anforderungen an die Hardware, insbesondere die Grafikkarte, um ruckelige Darstellung zu vermeiden
- geringere Modellvielfalt bei westdeutschen Rollmaterialien
- geringe Internationalisierung